# Erich Franke (Maler, 1944)
Erich Franke (* 3. Januar 1944 in Borsdorf) ist ein deutscher Zeichner, Grafiker und Maler, der zur Leipziger Schule zählt.

## Leben und Werk
Franke absolvierte die Erweiterte Oberschule und machte nach dem Abitur bis 1966 eine Lehre als Dekorationsmaler. Von 1962 bis 1966 arbeitete er als Schriftsetzer. Daneben besuchte er die Abendakademie der Hochschule für Grafik und Buchkunst Leipzig (HGBK). Von 1966 bis 1971 studierte er freie Grafik und Illustration an der HGBK. Seine Lehrer waren Werner Tübke, Hans Meyer-Foreyt, Irmgard Horlbeck-Kappler, Harry Blume und Rolf Kuhrt. Im fünften Studienjahr schuf er bei Kuhrt eine Folge von vier Grafikstudien Autobahnbau Leipzig – Dresden. Danach arbeitete er in Leipzig als freischaffender Maler, Grafiker und Zeichner. Von 1975 bis 1978 hatte er an der HGBK im Grundstudium Lithografie bei Kuhrt eine Aspirantur und war lehrend tätig. Franke hatte in der Zeit der DDR eine große Zahl von Einzelausstellungen und Ausstellungsbeteiligungen, u. a. in Moskau, Ghana, Sudan, Polen und Jugoslawien und 1977/1978 an der VIII. Kunstausstellung der DDR in Dresden. Lang nannte ihn unter den jüngeren Künstlern der Leipziger Schule, „die als die Epiker der sachlichen Tendenz bezeichnet werden könnten: Für sie ist das literarische Element, die Bild-Erzählung, charakteristisch“.
Franke lebt nach Grimma und Borsdorf in Parthenstein.

## Mitgliedschaften
- 1975 bis 1990: Verband Bildender Künstler der DDR
- seit 1991: Bund Bildender Künstlerinnen und Künstler Leipzig (BBKL)

## Ehrungen
- 1973: 1. Preis bei Graphik-Wettbewerb der Wochenzeitung Sonntag
- 1977: Anerkennung im Wettbewerb 100 ausgewählte Grafiken der DDR

## Museen und öffentliche Sammlungen mit Werken Frankes (unvollständig)
- Altenburg: Lindenau-Museum
- Chemnitz: Kunstsammlungen am Theaterplatz
- Frankfurt/Oder: Brandenburgisches Landesmuseum für moderne Kunst (vormals Museum Jungen Kunst)
- Grimma: Kreismuseum
- Leipzig: Museum der bildenden Künste

## Werkbeispiele für Druckgrafik
- Mulde-Großbrücke bei Grimma (1971, Lithografie, Blatt 4 des Zyklus Autobahnbau)[2]
- Werk am Fluß / Golzern an der Mulde (1975, Federlithografie, 36 × 34,4 cm)[3]
- Abends an der Drushba-Trasse (1976, Lithografie, 28 × 40,5 cm)[4]